# Chromatic lightning cage
Chromatic lighting cage is het vierde studioalbum van Dave Bessell, lid van Node.

## Inleiding
Zowel Node als Bessell bevinden zich op het gebied van de elektronische muziek. Daar waar Node veelal gebruik maakt van sequencers, laat Bessell dat op zijn albums achterwege. Bessell, van origine programmeur van elektronica voor meer mainstream muziekgroepen, experimenteert met lange dan wel korte melodielijnen en legt de nadruk van de harmonische ontwikkeling daarin en daarvan. Dit gaat gepaard met veelvuldig gebruik van arpeggio's. Het album uit 2024 is deel vier uit een serie beginnende met Analogue (2010, water), vervolgens Black horse of the sun (lucht) en Reality engine (aarde), die verwijzen naar de vier elementen binnen de Griekse mythologie. Het is gestoken in een hoesontwerp van Tanya Krzywinska, een kolkende brandende massa.
De recensies wijzen op invloeden van Tangerine Dream en Vangelis en meer richting die laatste uit zijn Beaubourgperiode vanwege het ontbreken van de sequencers. DiN Records is gespecialiseerd in elektronische muziek en brengt het grootste deel van het repertoire uit in edities van 250 stuks.

## Musici
- Dave Bessell – synthesizers, elektronica, gitaar

## Muziek
| Nr. | Titel                              | Duur |
| --- | ---------------------------------- | ---- |
| 1.  | After hours (Bessell)              | 5:43 |
| 2.  | Forest under the sea (Bessell)     | 3:41 |
| 3.  | Darkening air (Bessell)            | 7:17 |
| 4.  | Dream of the red chamber (Bessell) | 7:10 |
| 5.  | Ariel (Bessell)                    | 5:01 |
| 6.  | Unheimlich (Bessell)               | 8:36 |
| 7.  | Nightshade (Bessell)               | 8:55 |
| 8.  | Moths (Bessell)                    | 9:34 |
| 9.  | Elegy (Bessell)                    | 6:31 |